# José Aguiar
José Aguiar o José Aguiar García (Santa Clara, Cuba, 1895 - Madrid, 14 de febrero de 1976) fue un pintor y muralista de La Gomera.

## Biografía
Aguiar nació en Vueltas de Santa Clara (Cuba) en 1895, pero pocos después, en 1897, su familia regresó a Agulo (La Gomera)lugar en el que fue bautizado. Estudió el bachillerato en La Laguna y, en 1914, inició la carrera de Derecho en Madrid, la cual abandonó dos años más tarde para inscribirse en la Escuela de Bellas Artes de San Fernando, donde fue discípulo del pintor José Pinazo Martínez.
A partir de 1924, trasladó su residencia habitual a Madrid, aunque entre 1930 y 1932 pasó dos años en Florencia (Italia), becado por el Cabildo Insular de La Gomera. Desde 1933 fue profesor de dibujo en la Escuela de Artes y Oficios de Sevilla. En 1947 instaló su estudio en Pozuelo de Alarcón, falleciendo en Madrid el 14 de febrero de 1976.
Con respecto a su obra, además de realizar numerosos retratos, fue fundamentalmente un muralista como puede verse en varios edificios religiosos y civiles de Canarias y de la Península. Uno de sus murales mas importantes fue el que realizó para el salón de actos de la Secretaría General del Movimiento en Madrid, actualmente desaparecido. Sus obras se conservan en colecciones publicas y privadas, como el Museo Municipal de Bellas Artes, Casino y Cabildo Insular de Tenerife, en la Basílica de Candelaria en Tenerife, Cabildo Insular de La Gomera, Centro de Arte Reina Sofía, Ministerio de Justicia. Ayuntamiento de Madrid y Museo de Arte Moderno de Barcelona.
Desde 1960 fue miembro de número de la Real Academia de Bellas Artes de San Fernando con la medalla nª 29. El museo de la Academia conserva dos óleos suyos: un desnudo femenino, (nº inv. 0809)donado en 1961 a la institución con motivo de su ingreso, y un autorretrato (nº inv. 1011)fechado en 1974.
La vivienda familiar del pintor en Agulo, adquirida por sus padres al regresar de Cuba, es un buen ejemplo de la arquitectura civil canaria del siglo XVIII. Fue comprada por el Ayuntamiento y restaurada por 470.000 euros como parte del Plan de Dinamización del Norte de La Gomera. Se convirtió en museo, biblioteca, archivo, estudio de artistas y salas de exposición.

## Obras selectas

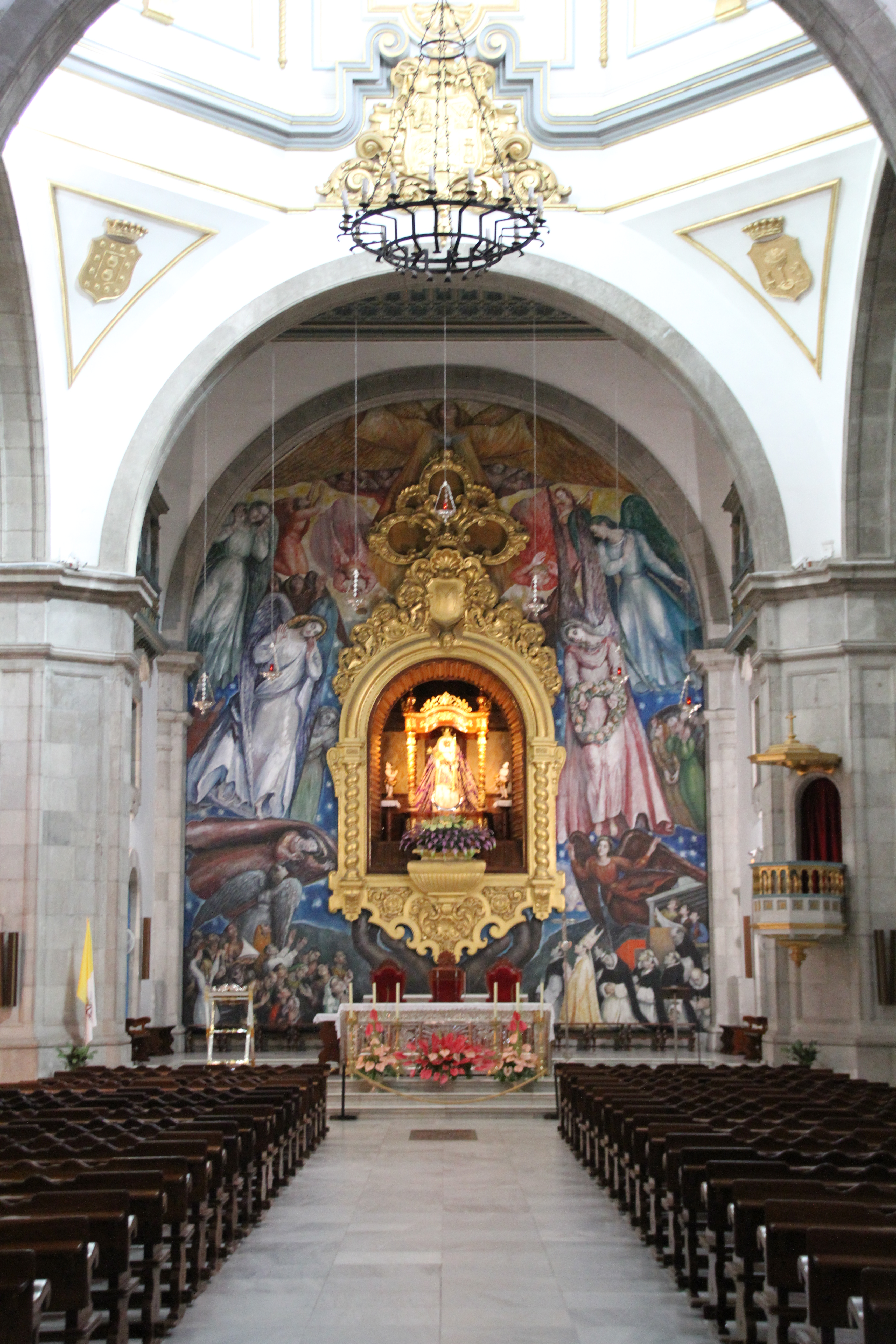
Murales de Aguiar en la Basílica de la Candelaria.

- Murales de José Aguiar ubicados en el "Salón Noble" del Cabildo Insular de Tenerife: "Muchachas, Divinidad solar", "El nacimiento de las islas", "La tierra y las madres", "Diosa con frutos", "Aparición de la Virgen de Candelaria" y la "Evangelización del indígena" (cara sur), "Escenas campesinas" (cara oeste) y "Escenas de las gentes con el mar" (cara este).
- Mujeres del sur - Medalla de Oro, Exposición Nacional de Pintura, Barcelona, 1929
- Romería de San Juan, Cabildo de La Gomera, 1924
- Frescos en la Basílica de Candelaria, Tenerife, como El milagro de los panes y los peces (Milagro de los panes y los peces), 1962
- Friso Isleño, Casino de Santa Cruz de Tenerife, 1934[9]
- Desnudo en rojo, c. 1940
- Composición campo y figuras, c. 1940
- Muja Canaria, años 50
- Maternidad o Desnudo, 1946
- La pescadora, Colección de la City of London Corporation[10]
- Lago, c. 1950